# 제프 대니얼스
제프 대니얼스(Jeff Daniels, 1955년 2월 19일 ~ )는 미국의 배우이다.

## 출연 작품

### 영화
- 썸씽 와일드 (1986)
- 록시 (1990)
- 사랑의 기쁨 (1991)
- 덤 앤 더머 (1994)
- 스피드 (1994)
- 101 달마시안 (1996)
- 48시간의 킬링 게임 (1996)
- 아름다운 비행 (1996)
- 화성인 마틴 (1999)
- 블러드 워크 (2002)
- 가공의 영웅 (2004)
- 트레이터 (2008) - 카터 역
- 스테이트 오브 플레이 (2009) - 조지 퍼거스 역
- 페이퍼맨 (2009)
- 아무튼, 아담 (2020, Adam) - 미키 역

### 텔레비전
- 뉴스룸 (2012-14)